# ثيو هولم
ثيو هولم (بالإنجليزية: Theo Holm)‏ هو عالم نبات أمريكي، ولد في 3 فبراير 1854، وتوفي في 26 ديسمبر 1932.